# Phoracantha longipennis
Phoracantha longipennis är en skalbaggsart som först beskrevs av Hope 1841.  Phoracantha longipennis ingår i släktet Phoracantha och familjen långhorningar. Inga underarter finns listade i Catalogue of Life.